# Проспект Космонавтов (Барнаул)
Проспект Космонавтов — одна из крупных транспортных магистралей Барнаула.
Проспект проходит по 2-м районам города — Ленинскому и Октябрьскому от проспекта Калинина до Гоньбинского тракта в западном направлении. Протяженность проспекта — 7,7 км. Ширина — 20 метров.
Проспект расположен в северной части города, разделяя жилые кварталы микрорайона «Поток» и северной промышленной зоны. Для снижения неблагоприятного воздействия заводов и комбинатов на прилегающие районы, почти на всём протяжении проспекта создана полоса зелёных насаждений шириной около 130 м. В западной части улицы расположено садоводство «Трансмаш».
Трамвайные маршруты проходят от пересечения с проспектом Калинина до конечной остановки «Мясокомбинат» в западной части проспекта, а троллейбусные до Барнаульского шинного завода.

## Важнейшие здания и учреждения
Сегодня на проспекте расположены:

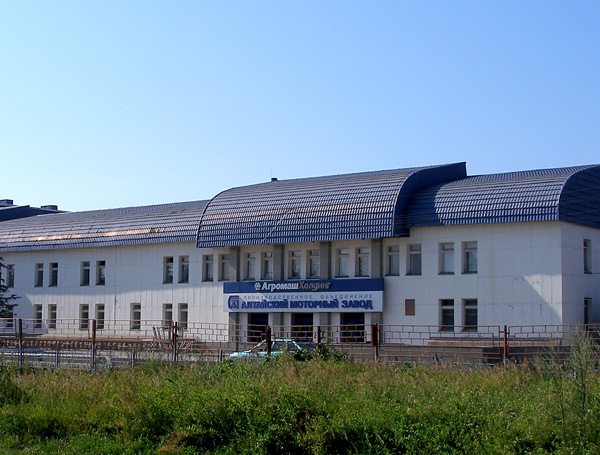
Алтайский моторный завод

- Государственные и муниципальные учреждения — отделы судебных приставов Ленинского и Индустриального районов, аварийная служба Барнаула, городская теплоцентраль.
- Промышленные предприятия — Алтайский завод прецизионных изделий, Алтайский моторный завод, Барнаульский завод асбестовых технических изделий, Барнаульский шинный завод, Барнаульский молочный комбинат, Барнаулмясо, «Чистый город», Завод «Медтехника».
- Торговые центры и рынки — Гипермаркет «Алтай», «Прораб», оптово-розничный рынок Алтайского края.
- Образовательные учреждения — Детская школа искусств № 3, средняя школа № 53,
- Развлечения — Клуб «Форвард».